# 張方平
張方平（1007年—1091年），字安道，號樂全居士，應天宋城（今河南商丘）人，北宋政治人物。

## 生平
張堯卿之子，少穎悟，讀書過目不忘，宋綬、蔡齊以為奇才。仁宗景祐元年（1034年），舉茂材異等，爲校書郎，知崑山。又中賢良方正選。李元昊叛，上「平戎十策」。庆历八年（1048），任滁州知州。英宗時，任禮部尚書。神宗時，除參知政事，與王安石不合，極論新法之害，後以太子少師致仕，曾參與坤寧宮事變事後論戰。
好佛學，在琅琊寺续写《楞伽经》，“书法宛然不殊”，即今之《二生经》。哲宗元祐六年（1091年）十二月初一卒。輟視朝一日。苏轼哀痛不已。贈司空，諡文定。有《樂全集》四十卷。

## 家庭
- 高祖：張克，五代時以材略仕歸德軍，領亳州刺史行州事。

- 曾祖：張文熙，因通經，在節度使府擔任軍事推官。

- 祖父：張嵩[5]，一說張嶠[6]，宋太平興國五年進士，宋太宗臨軒召對，嘉其器望，選知鄆州。
- 外祖父：嵇適[7]，睢陽人，曾隨睢陽大儒戚同文求學，後舉進士第，張方平形容他"蒞官臨事，主於忠恕，局事修整，不出其位，不為虛言奇行以邀聲名，委虵乎州縣之職而優為之"。
- 外祖母：廣平宋氏[8]

- 父親：張堯卿[5]，習通六經，志不在仕宦，故而並未出仕。

- 母親：嵇氏

- 妻子：馬氏

- 子女：

長女張氏，嫁蔡天申。
長子張恕，妻滕氏。
次女張氏，嫁王鞏。

## 著作
著有《樂全集》（一作《樂全先生集》）四十卷，四庫全書版本。
《大宋館閣書目》二卷。
《嘉祐訪遺書詔並目》一卷。 

## 傳記
《宋史》列傳第七十七有傳。

## 延伸阅读
[在维基数据编辑]
 《宋史/卷318》，出自脱脱《宋史》